# Episodi di Legit (prima stagione)
La prima stagione della serie televisiva Legit, composta da 13 episodi, è stata trasmessa negli Stati Uniti dal 17 gennaio all'11 aprile 2013 sul canale FX.

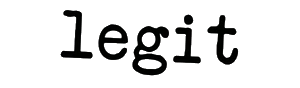
Il logo della serie televisiva

In Italia la stagione è inedita.
| nº | Titolo originale | Titolo italiano | Prima TV USA     | Prima TV Italia |
| -- | ---------------- | --------------- | ---------------- | --------------- |
| 1  | Pilot            |                 | 17 gennaio 2013  |                 |
| 2  | Dreams           |                 | 24 gennaio 2013  |                 |
| 3  | Love             |                 | 31 gennaio 2013  |                 |
| 4  | Anger            |                 | 7 febbraio 2013  |                 |
| 5  | Justice          |                 | 14 febbraio 2013 |                 |
| 6  | Family           |                 | 21 febbraio 2013 |                 |
| 7  | Health           |                 | 28 febbraio 2013 |                 |
| 8  | Hoarders         |                 | 7 marzo 2013     |                 |
| 9  | Bag Lady         |                 | 14 marzo 2013    |                 |
| 10 | Cuckoo's Nest    |                 | 21 marzo 2013    |                 |
| 11 | Hat Hair         |                 | 28 marzo 2013    |                 |
| 12 | Misunderstood    |                 | 4 aprile 2013    |                 |
| 13 | Fatherhood       |                 | 11 aprile 2013   |                 |